# 伊斯特拉語
伊斯特拉語（Istriot）是羅曼語族下屬的一個語言，通行於克羅埃西亞的伊斯特拉半島地區，特別是羅維尼和沃德年。現在伊斯特拉語的使用者只有約400人，被列為瀕危語言。伊斯特拉語曾被視為威尼托語的方言。